# Chacina na Grande São Paulo em 2015
A chacina na região metropolitana de São Paulo foi uma série de assassinatos nas cidades de Osasco e Barueri que resultaram na morte de 17 pessoas, na noite de 13 de agosto de 2015. As vítimas identificadas eram homens com idades entre 16 e 41 anos. Em resultado dos ataques, sete pessoas ficaram feridas.
Do total, quinze homicídios ocorreram em Osasco e três em Barueri. Este evento foi mencionado como "A maior Chacina do Estado de São Paulo".
Inicialmente, um assassinato ocorrido na mesma noite na cidade de Itapevi estava incluído na contagem, porém, após a investigação policial, a Secretaria de Segurança Pública afirmou que este caso não teria relação com os ataques.
O governador de São Paulo, Geraldo Alckmin (PSDB), informou que passou a oferecer uma recompensa de R$ 50 mil para quem tiver informações para o esclarecimento sobre os ataques. Esta recompensa é a maior já ofertada a fim de solucionar um crime em São Paulo.
Denunciados pelo Ministério Público, três policiais militares e um guarda civil municipal de Barueri foram a júri popular nos anos de 2017 e 2018, sendo condenados a penas que somadas ultrapassaram setecentos anos de prisão.[carece de fontes?] Em Recurso de Apelação o Tribunal de Justiça anulou as sentenças de dois acusados, que, no ano de 2021, foram inocentados em novo júri popular após atuar na defesa a equipe do advogado João Carlos Campanini, um dos maiores criminalistas especializados na defesa de agentes públicos da área de segurança do Brasil.
No ano de 2023, após ação da defesa dos acusados absolvidos no Órgão Especial do Tribunal de Justiça do Estado de São Paulo, o Governador Tarcisio de Freitas reintegrou o ex-militar na PMESP.